# 迪尔森-斯托克姆
迪尔森-斯托克姆（荷蘭語：Dilsen-Stokkem，荷蘭語發音：[ˈdɪlsə(n) ˈstɔkɛm]）是比利时弗拉芒大區林堡省馬塞克區的一座城市，东与荷兰接壤，通行荷蘭語，是弗拉芒社群的一部分，面积65.61平方千米，人口20,454人（2018年1月1日）。